# Chiesa di Santa Maria dei Lumi
La chiesa di Santa Maria dei Lumi è la vecchia sede parrocchiale di Bassano in Teverina (VT) ed è posta in corrispondenza della porta d'ingresso all'antico borgo del paese.

## Storia
Venne costruita tra il 1100 e il 1200. La prima citazione della chiesa è da individuare in un documento chiamato Regesto di Farfa, conservato a Roma nella Biblioteca Vaticana.
Per via della sua ristrettezza e del progressivo aumento demografico del territorio, cadde in disuso nel 1855, quando venne costruita una nuova parrocchia dedicata a Maria Immacolata; per un certo periodo, dopo il 1870, perse il proprio carattere di luogo sacro venendo spesso concessa per gli usi più diversi come seggio per le elezioni comunali, come deposito di grano, come lazzaretto per i malati, come sala per lotterie di beneficenza o come negozio di cooperative di consumo.
Da questo stato di abbandono fu tratta in salvo nel 1928, quando vennero promossi i lavori di restauro, come testimonia la lapide posta nella contro-facciata. Nel febbraio del 1929 la chiesa fu riconsacrata e riaperta al culto.
In tempi recenti (1976-1984), grazie all'intervento di restauro della Soprintendenza per i beni ambientali e architettonici del Lazio si è scoperto che la chiesa è dotata anche di un grande campanile (anch'esso, come la chiesa, risalente al secolo XII) che si trova, però, all'interno di quella che alla popolazione sembrava una normale torre di epoca rinascimentale, posta a circa 12 metri dalla chiesa.

## Caratteristiche e interno

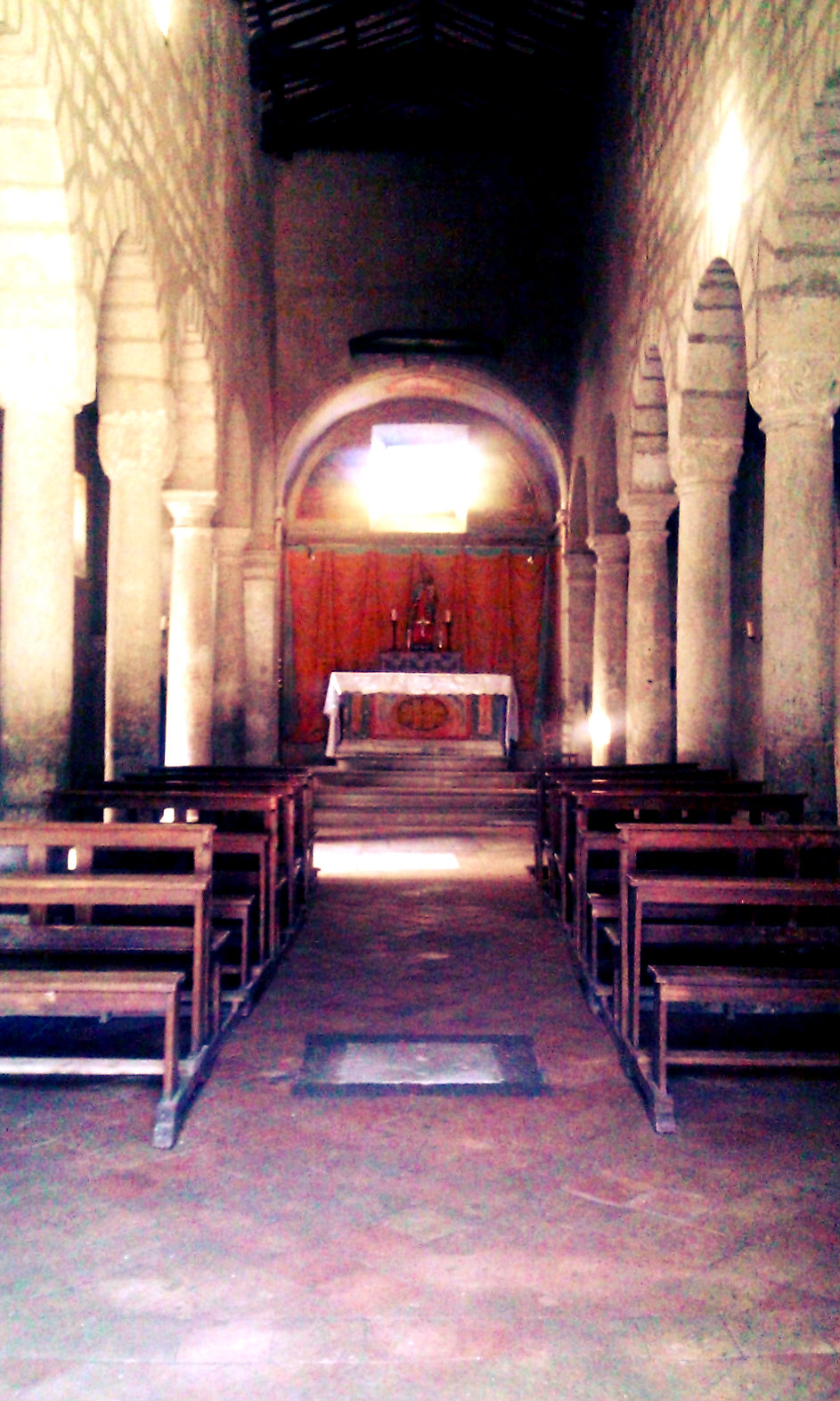
Interno della chiesa

La chiesa è costruita interamente con blocchi di peperino e si trova di fronte alla porta d'ingresso del plesso del borgo. Ha impianto basilicale e all'interno presenta una copertura a capriate con pianelle in cotto (decorate con gigli alternati a rombi) e tre navate suddivise in due file di sei colonne, collegate tra loro da archi a tutto sesto.
L'abside presenta una sopraelevazione di alcuni gradini ed è rettangolare, nella penultima campata della navata destra si apre una piccola cappella a pianta quadrata, con un piccolo altare e volta a crociera ribassata.
L'edificio, di chiara origine romanica, è frutto di rifacimenti susseguitesi nei secoli. Secondo i critici, la chiesa doveva avere all'origine tre navate terminanti con tre absidi, separate da file di quattro colonne per lato, ma a causa di opere di restauro (probabilmente per aumentarne la capienza), fra la metà del XVI e del XVII secolo, si arricchì dell'abside, della piccola cappella laterale e delle ultime due campate verso l'abside cui corrispondono le colonne, diverse dalle altre sia nel fusto che nei capitelli, di ordine tuscanico.
È sempre a questo periodo che i critici fanno risalire l'insieme delle pitture interne. Infatti, all'interno della chiesa si possono ammirare tre dipinti: uno raffigurante il Battesimo di Gesù, un altro raffigurante S. Antonio Abate ed infine un terzo raffigurante la Crocifissione.

## Galleria d'immagini

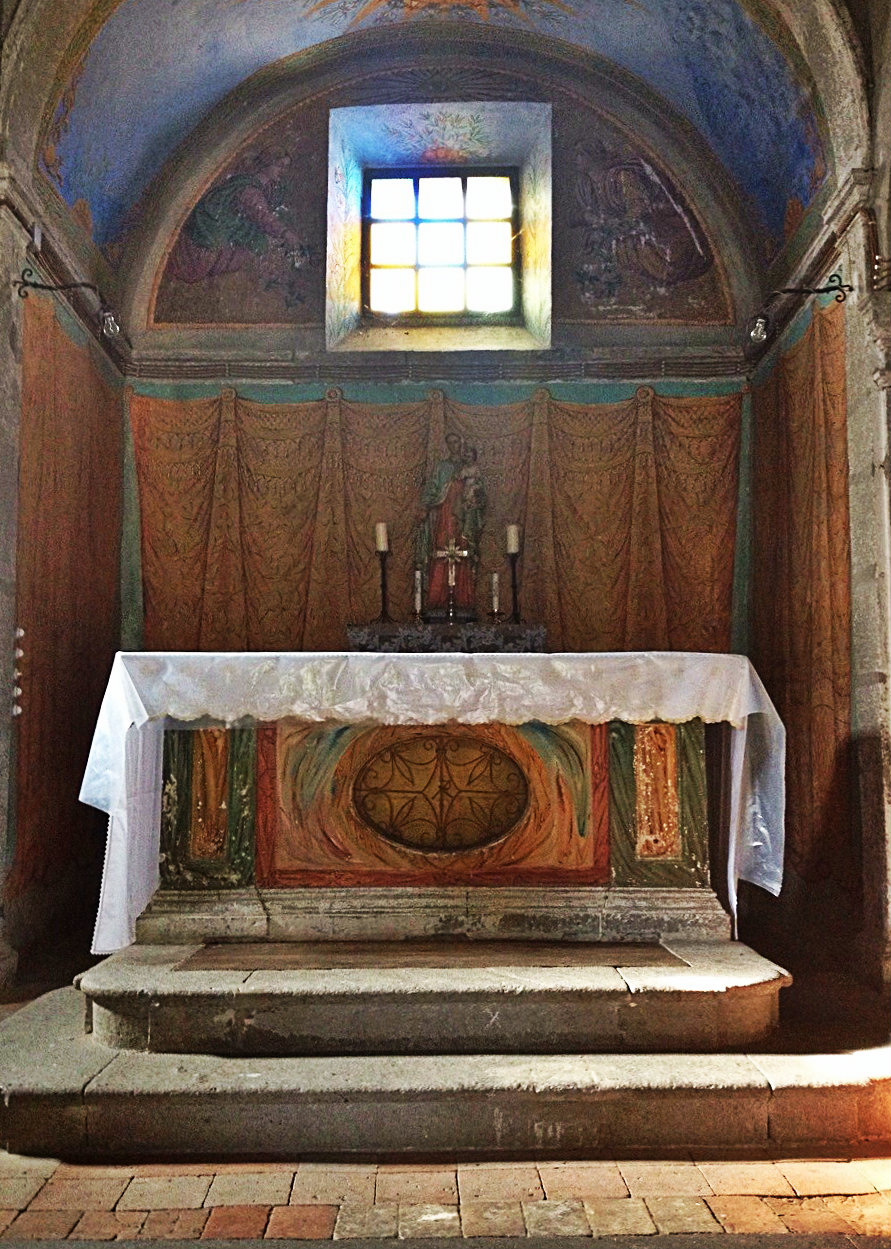
Altare
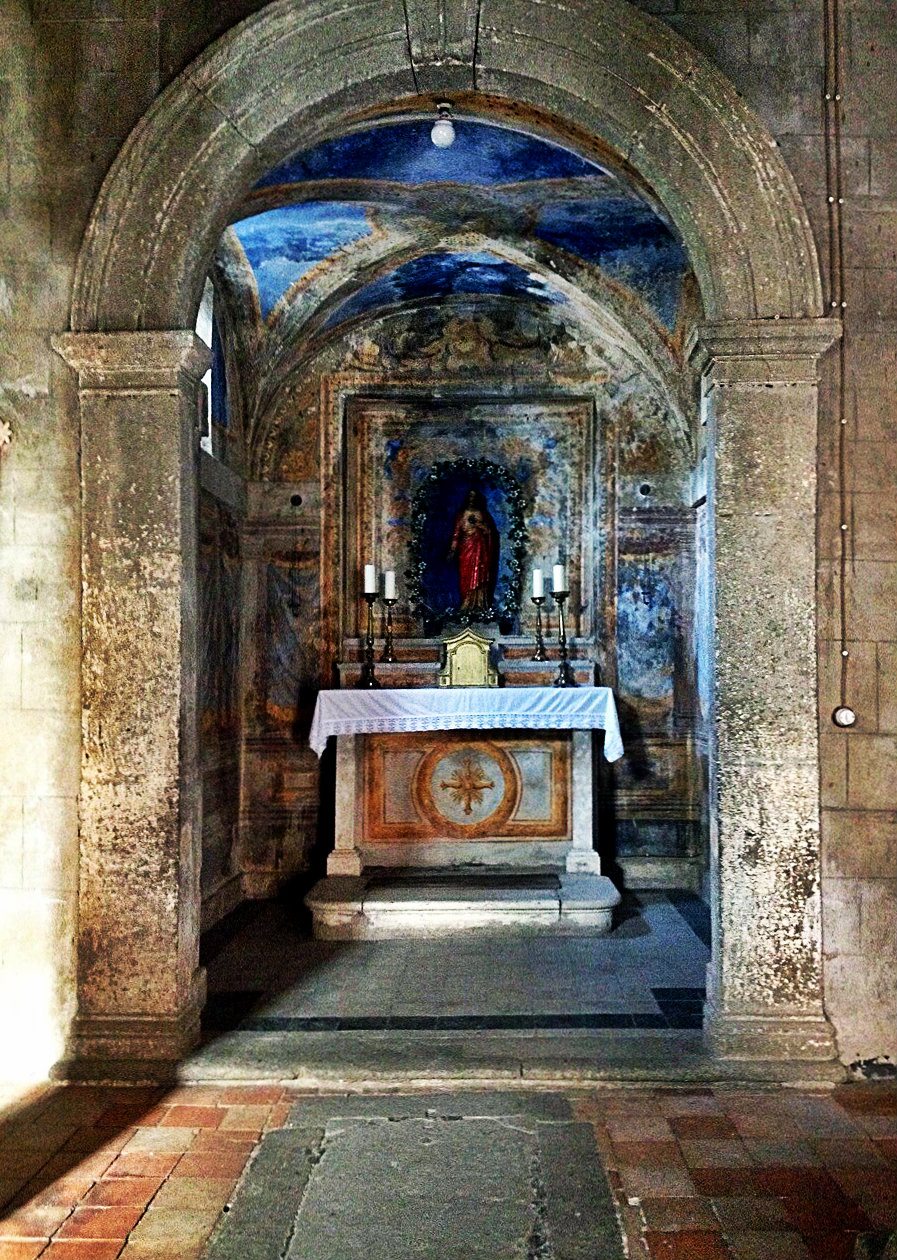
Cappella laterale
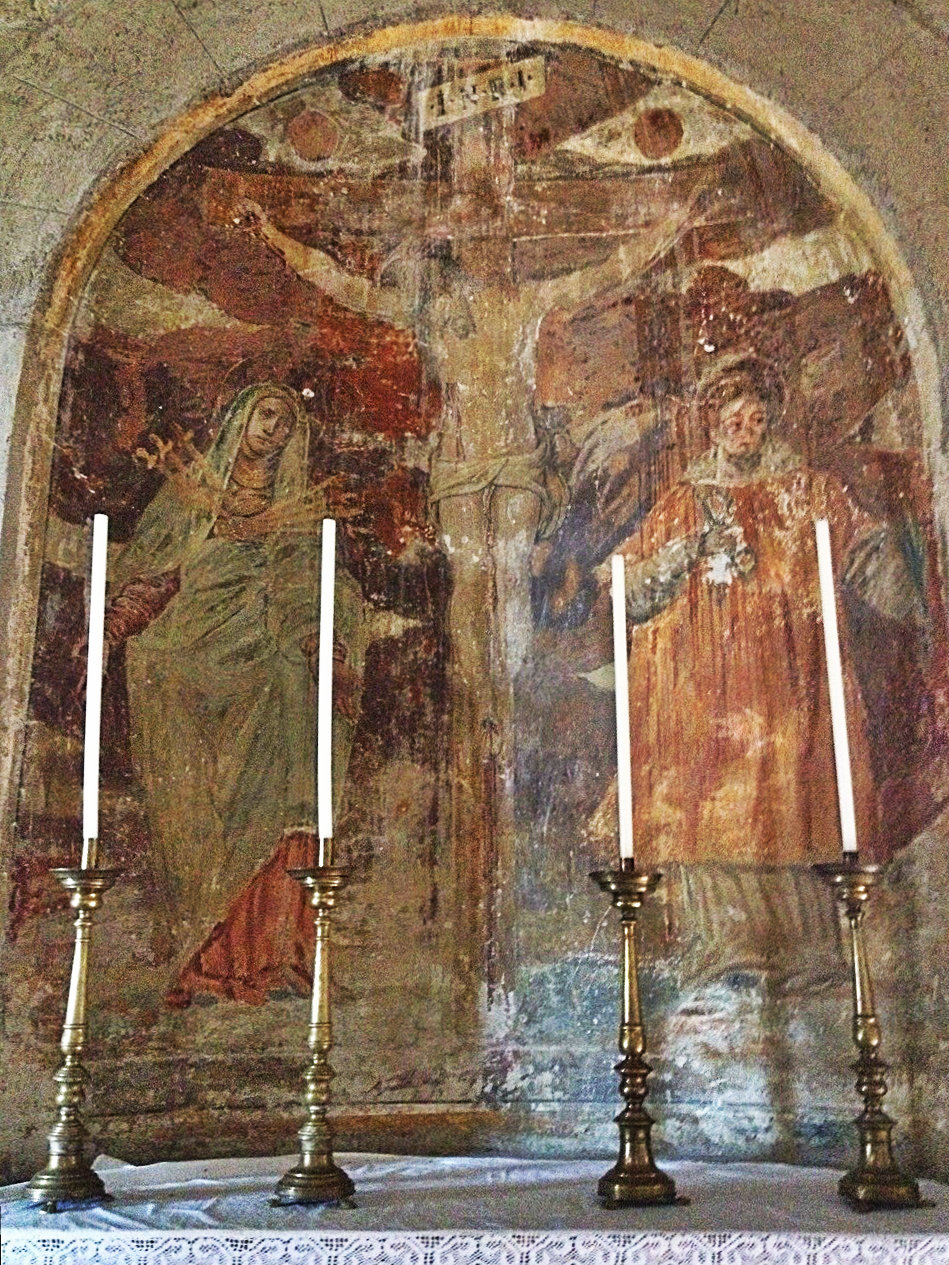
Affresco raffigurante la Crocifissione
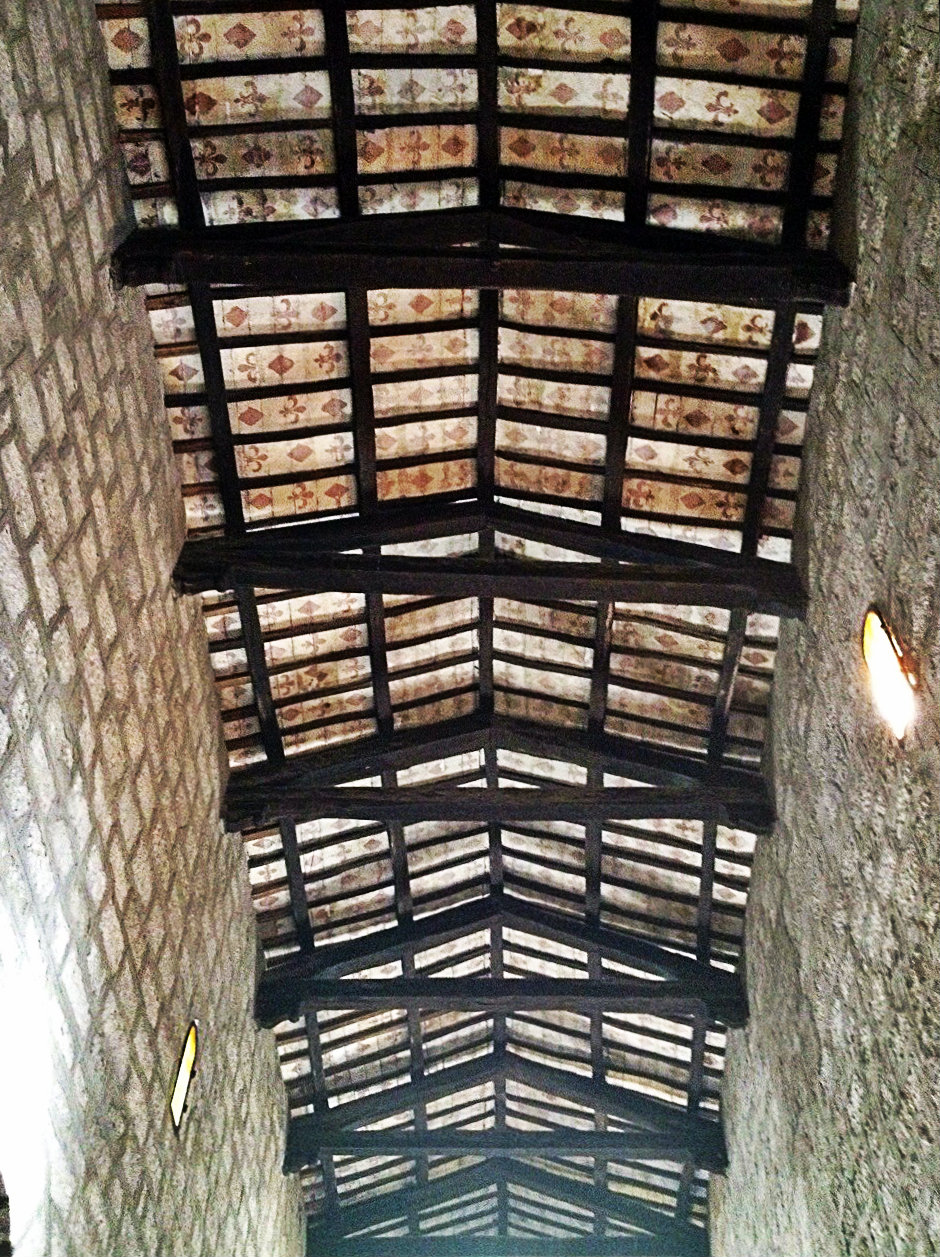
Soffitto della chiesa